# Hans Rosbaud
Hans Rosbaud (Graz, 22 de julio de 1895 - Lugano, 29 de diciembre de 1962) fue un director de orquesta, compositor y pianista austríaco. Fue uno de los directores de orquesta más conocidos de Europa, sobre todo por sus interpretaciones pioneras de la música del siglo XX.

## Vida
Rosbaud nació en 1895 en el seno de una familia de músicos. Su madre, estimada pianista, le dio clases de piano desde muy pequeño. Asistió al Conservatorio Hoch de Fráncfort, donde estudió piano con Alfred Hoehn y composición con Bernhard Sekles. Optó por una carrera académica, llegando a ser director de la Städtische Musikschule o Escuela estatal de música de Maguncia. Allí también dirigió con frecuencia la orquesta municipal. Durante su primer año allí dirigió música de Paul Hindemith, por aquel entonces una de las jóvenes estrellas de la música alemana en más rápido ascenso y profesor suyo durante tres años, y programó otra música nueva.

## Carrera
Durante las décadas de 1920 y 1930 ofreció los estrenos de varias obras de Arnold Schönberg y Béla Bartók mientras dirigía en Fráncfort del Meno. Durante el periodo nazi sus competencias para presentar nueva música fueron restringidas.
Después de la Segunda Guerra Mundial se convirtió en director titular de la Orquesta Filarmónica de Múnich, antes de ser nombrado para el mismo cargo con la Orquesta de la Radio del Suroeste de Alemania en Baden-Baden en 1948, donde permaneció el resto de su vida.